# Andreas Görlitz
Andreas Görlitz (Weilheim in Oberbayern, 31 gennaio 1982) è un ex calciatore tedesco, di ruolo difensore.

## Carriera

### Club
Inizia la carriera da professionista in Bundesliga, con il Monaco 1860, facendo il suo esordio in prima squadra il 10 febbraio 2002 nella gara contro il Norimberga. Comincia a giocare con regolarità solo nella stagione 2003-2004, venendo arretrato nel ruolo di terzino destro. Nell'estate 2004 si trasferisce al Bayern Monaco; il 3 novembre 2004, tuttavia, subisce un grave infortunio durante il match di Champions League contro la Juventus. Ristabilitosi all'inizio della stagione 2005-2006, dopo alcune presenze in seconda squadra torna a calcare i campi della Bundesliga soltanto l'11 febbraio 2007, nel match vinto sull'Arminia Bielefeld, concludendo la stagione con 11 presenze.
Nell'estate del 2007 viene annunciato il prestito di un anno, per la stagione 2007-2008, al Karlsruhe. Dopo una stagione giocata da titolare della difesa, il 9 maggio 2008 il prestito viene allungato di un anno, per la stagione 2008-2009.
Il 1º luglio 2009 torna al Bayern Monaco, con la fine del prestito che lo legava al Karlsruhe, dopo aver firmato un contratto in scadenza il 30 giugno 2010.
Nell'agosto 2010 passa in prestito all'Ingolstadt 04.

### Nazionale
Debutta in Nazionale maggiore l'8 settembre 2004, in occasione della seconda gara da commissario tecnico di Jürgen Klinsmann, un'amichevole disputata a Berlino contro il Brasile. Görlitz, acquistato appena un mese prima dal quotato Bayern Monaco, subentra a Sebastian Deisler all'87' minuto di gioco. Un mese dopo, il 9 ottobre, viene schierato terzino destro titolare per l'amichevole di Teheran con l'Iran: in quella partita si mette in luce realizzando l'assist per il definitivo 2-0 di Thomas Brdarić.

## Statistiche

### Cronologia presenze e reti in nazionale
| Cronologia completa delle presenze e delle reti in nazionale ― Germania | Cronologia completa delle presenze e delle reti in nazionale ― Germania | Cronologia completa delle presenze e delle reti in nazionale ― Germania | Cronologia completa delle presenze e delle reti in nazionale ― Germania | Cronologia completa delle presenze e delle reti in nazionale ― Germania | Cronologia completa delle presenze e delle reti in nazionale ― Germania | Cronologia completa delle presenze e delle reti in nazionale ― Germania | Cronologia completa delle presenze e delle reti in nazionale ― Germania |
| Data                                                                    | Città                                                                   | In casa                                                                 | Risultato                                                               | Ospiti                                                                  | Competizione                                                            | Reti                                                                    | Note                                                                    |
| ----------------------------------------------------------------------- | ----------------------------------------------------------------------- | ----------------------------------------------------------------------- | ----------------------------------------------------------------------- | ----------------------------------------------------------------------- | ----------------------------------------------------------------------- | ----------------------------------------------------------------------- | ----------------------------------------------------------------------- |
| 8-9-2004                                                                | Berlino                                                                 | Germania                                                                | 1 – 1                                                                   | Brasile                                                                 | Amichevole                                                              | -                                                                       | 87’                                                                     |
| 9-10-2004                                                               | Teheran                                                                 | Iran                                                                    | 0 – 2                                                                   | Germania                                                                | Amichevole                                                              | -                                                                       |                                                                         |
| Totale                                                                  |                                                                         | Presenze                                                                | 2                                                                       |                                                                         | Reti                                                                    | 0                                                                       |                                                                         |

## Palmarès

### Club
- Campionato tedesco: 3

Bayern Monaco: 2004-2005, 2005-2006, 2009-2010
- Coppa di Germania: 3

Bayern Monaco: 2004-2005, 2005-2006, 2009-2010
- Coppa di Lega tedesca: 1

Bayern Monaco: 2004